# Tropaeolum deckerianum
Tropaeolum deckerianum är en krasseväxtart som beskrevs av Alexandre Moritzi och Karst. Tropaeolum deckerianum ingår i släktet krassar, och familjen krasseväxter. Utöver nominatformen finns också underarten T. d. tomentosum.

## Bildgalleri

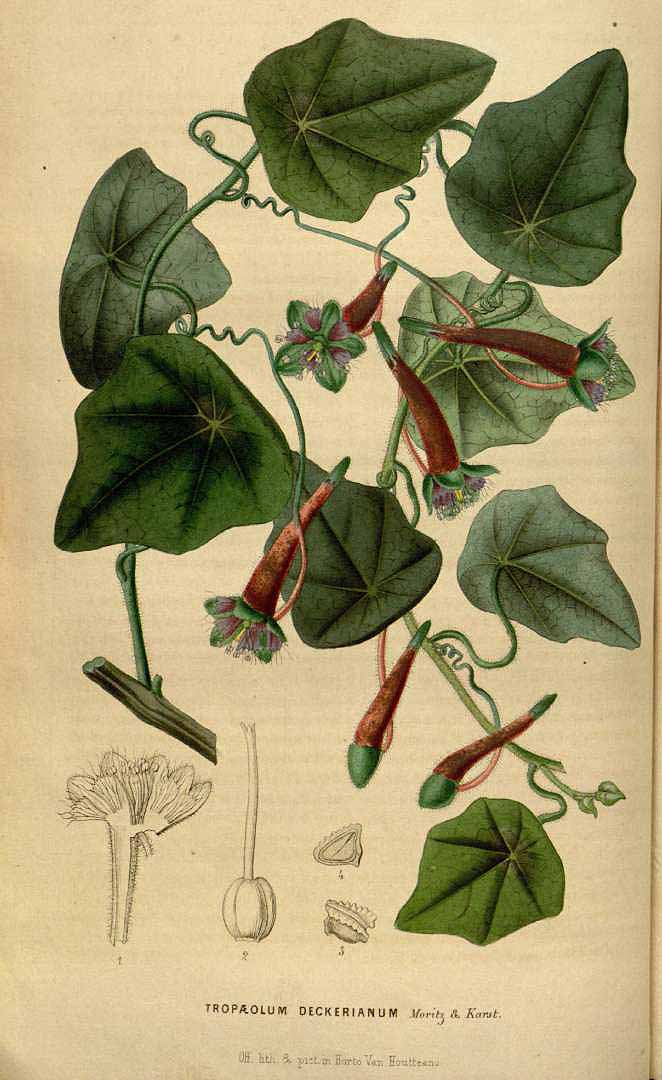